# Matthias Bredenbach
Matthias Bredenbach (* 1499 in Kierspe; † 5. Juni 1559 in Emmerich; auch: Breidbach, Brempke) war ein deutscher katholischer Humanist und Pädagoge.

## Leben
Der 1499 (früher waren auch die Geburtsjahre 1500 und 1490 im Umlauf) in Kierspe geborene Matthias Bredenbach wurde auf einem Gymnasium in Münster vorgebildet und studierte danach ab 1521 an der Universität Köln. Nachdem er 1524 den akademischen Grad eines Magister artium erlangt hatte, setzte man ihn im Folgejahr als Lektor des Gymnasiums in Emmerich ein. Im Jahr 1533 beförderte man ihn zum Schulleiter der Schule, die inzwischen ungefähr 1500 Schüler zählte. Am 5. Juni 1559 starb er in Emmerich; das Amt des Rektors hatte er bis zu seinem Tode inne.
Bredenbach besaß gute Kenntnisse der lateinischen, griechischen und hebräischen Sprache und hielt Vorträge über die Bibel. Sein Sohn Tilmann, der 1535 geboren wurde, war Doktor der Theologie, Kanonikus der St. Gereon-Kirche zu Köln und verstarb 1587.

## Werke
- De dissidiis. Köln 1557.